# Gesenkschmiedehammer
Gesenkschmiedehämmer sind Maschinen für die Warmumformung von Metallen. Unterschieden werden sie nach ihrem grundsätzlichen Aufbau und/oder nach der Art ihres Antriebes. Sie unterscheiden sich zudem in ihrem Aufbau von den kleineren zum Schmieden eingesetzten Handwerkzeugen und den Schmiede- oder Eisenhammern. Das Gesenkschmieden dient der Vereinfachung der Schmiedearbeit sowie der Kostenersparnis bei der Herstellung einer größeren Zahl von identischen Werkstücken. Dafür wird im Amboss ein Untergesenk (Matrize) eingesteckt, in das das unbearbeitete, meist glühende Metallstück gelegt wird. Es hat bereits das schon richtige Volumen, aber noch nicht die gewünschte Gestalt. Das Obergesenk (Stempel) wird nun über dem Metall platziert und mit einem Zuschlaghammer so lange auf die Bahn geschlagen, bis die Vertiefungen des Gesenkes vollständig ausfüllt sind.

## Schabottenhammer
Ein Schabott (französisch Chabotte) trägt den Amboss und soll den durch den fallenden Hammer ausgeübten Schlag (Stoß) aufnehmen, dabei handelt es sich um eine Vorrichtung zur Vergrößerung der Ambossmasse. Vielfach kommt ein Gusseisenblock zum Einsatz, der auf einem Holzfundament (Stock) ruht.
Insbesondere für größere Gesenkschmiedestücke wurden Dampfhammer verwendet, da das benötigte Gewicht der Fallhämmer an Grenzen stieß. Die Vorteile der Fallhämmer lagen allerdings in dem geringeren Wartungsaufwand, der einfacheren Reparatur oder den geringeren Anschaffungskosten.

### Fallhammer

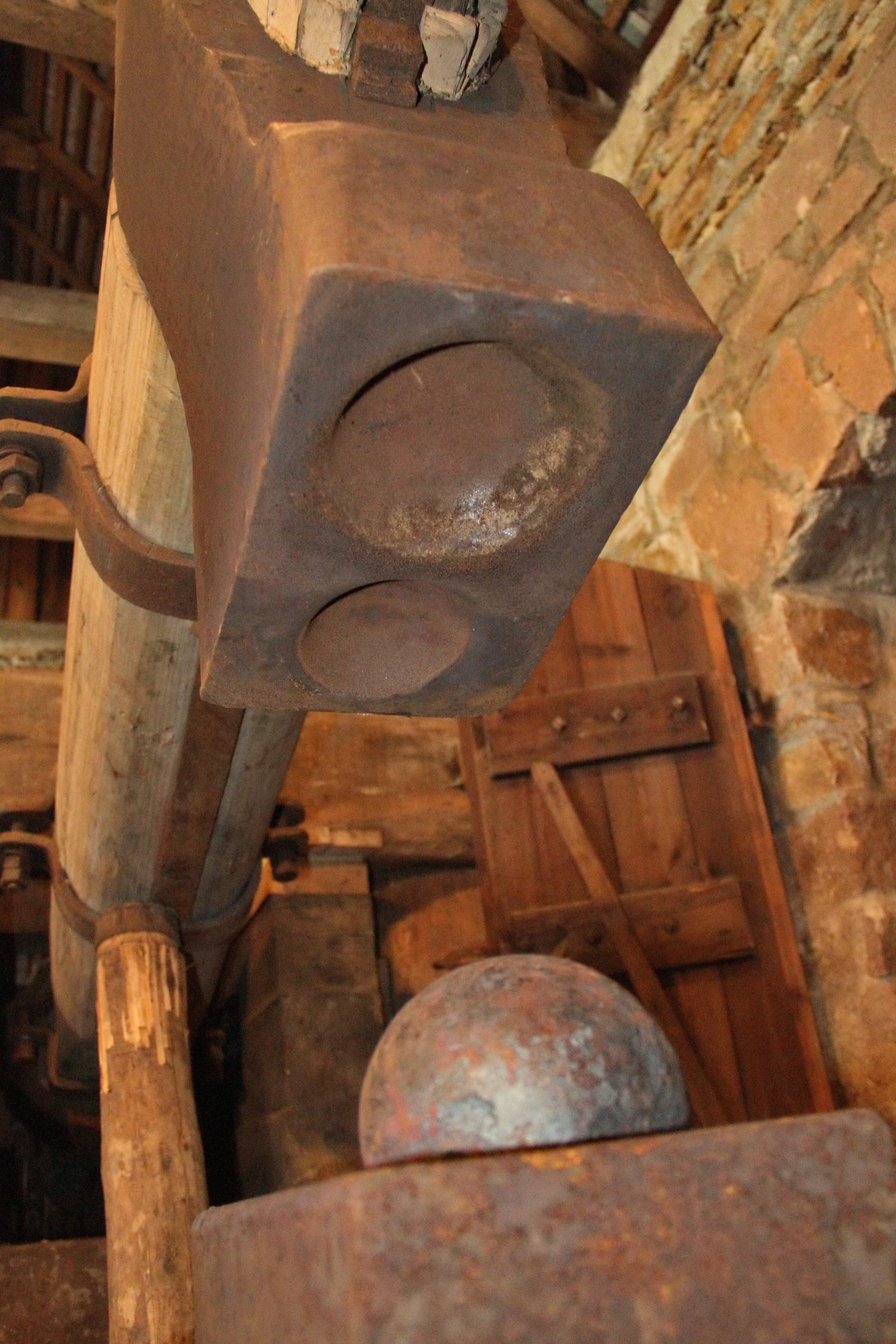
Historischer Fallhammer im Freibergsdorfer Hammer mit Gesenk zur Herstellung von Kanonenkugeln

Einen Schmiedehammer, dessen Bär sich nur durch die Wirkung der Gravitation nach unten bewegt, nennt man Fallhammer. Der Bär wird durch einen Riemen, ein Brett, eine Kette mittels Dampf, Druckluft oder Hydraulik wieder nach oben gebracht.
Riemenfallhammer

Riemenfallhämmer gibt es seit etwa 1850 bis 1860. Die ersten Ausführungen waren handgezogen. Ein Mann hat den Bären über einen Riemen hochgezogen. Der Bär wurde nach Anweisung des Schmiedes aus der richtigen Höhe fallen gelassen.
Nach Einführung von Dampfmaschinen wurde der Antrieb über zentrale Transmissionen erledigt. Heute sind die meisten noch vorhandenen Riemenfallhämmer auf elektrischen Einzelantrieb umgebaut.

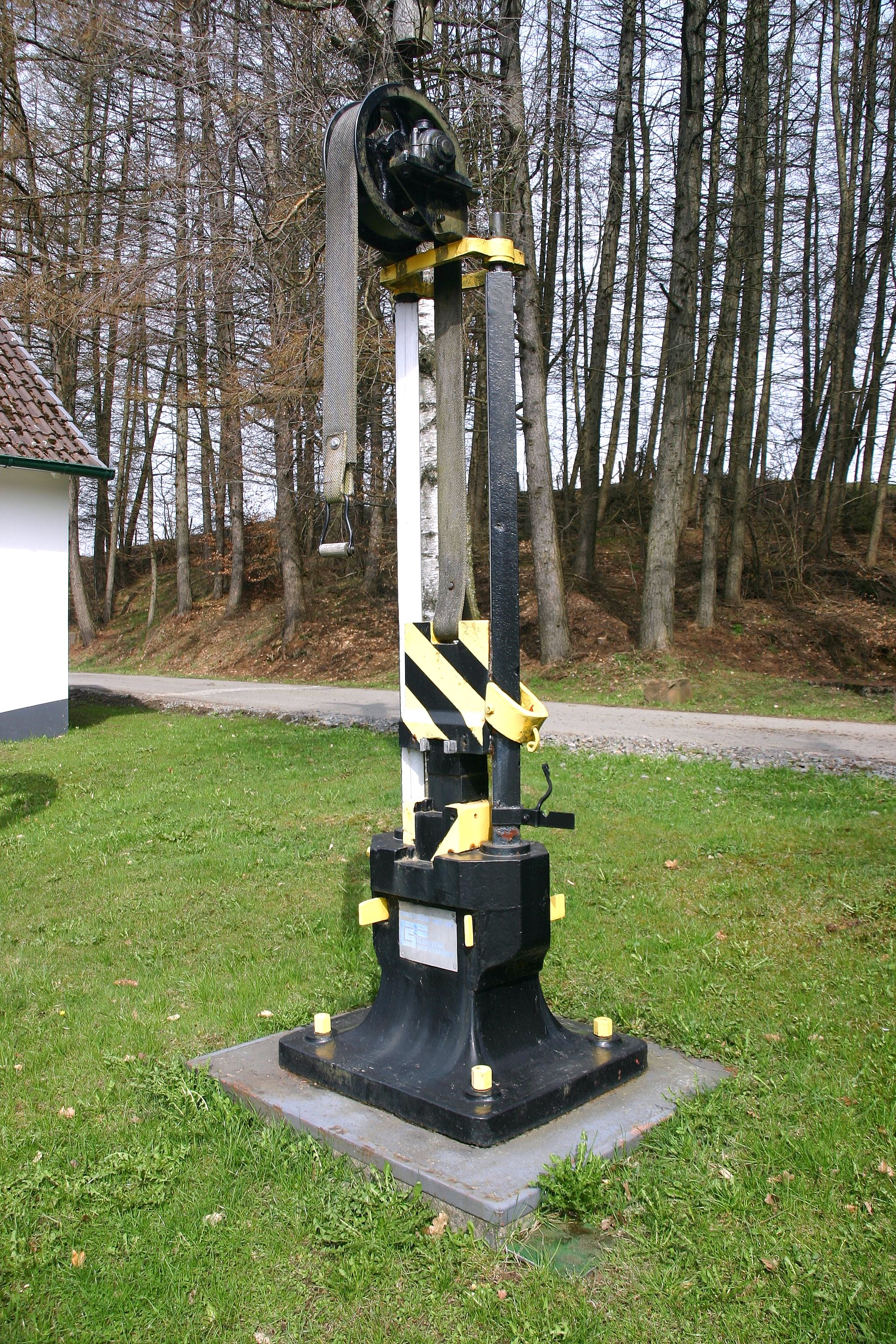
Handgezogener Riemenfallhammer
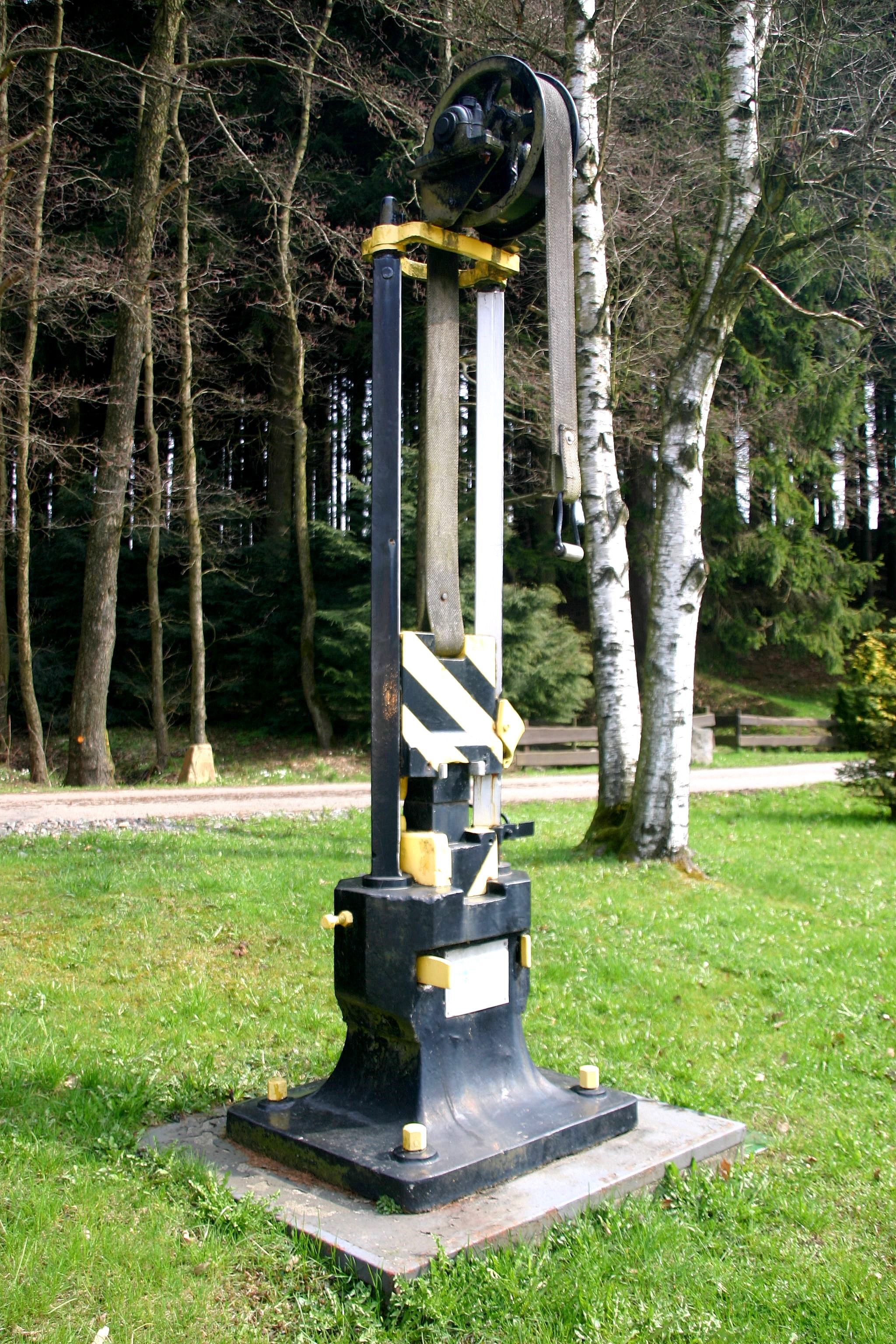
Handgezogener Riemenfallhammer
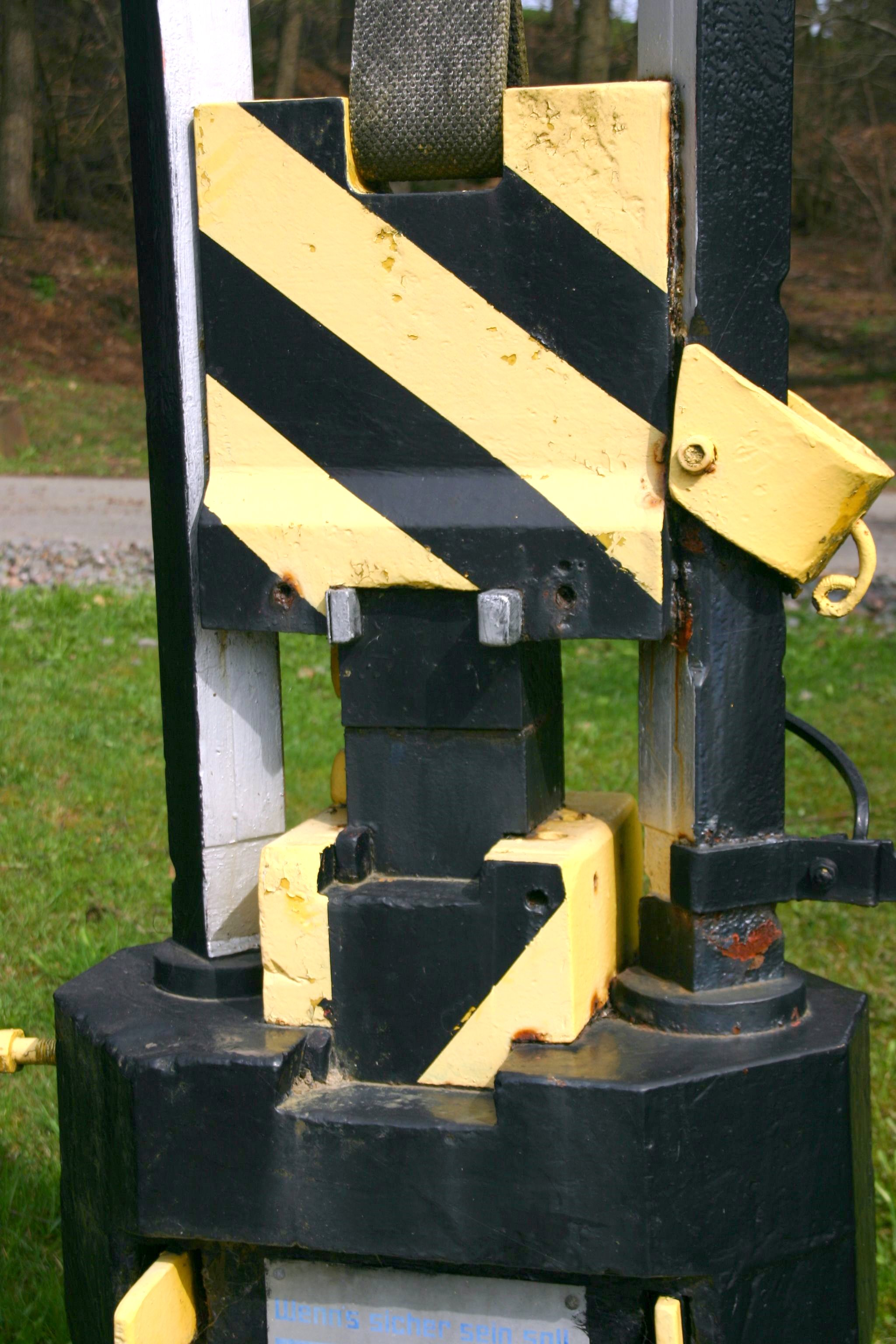
Detailansicht Werkzeugraum
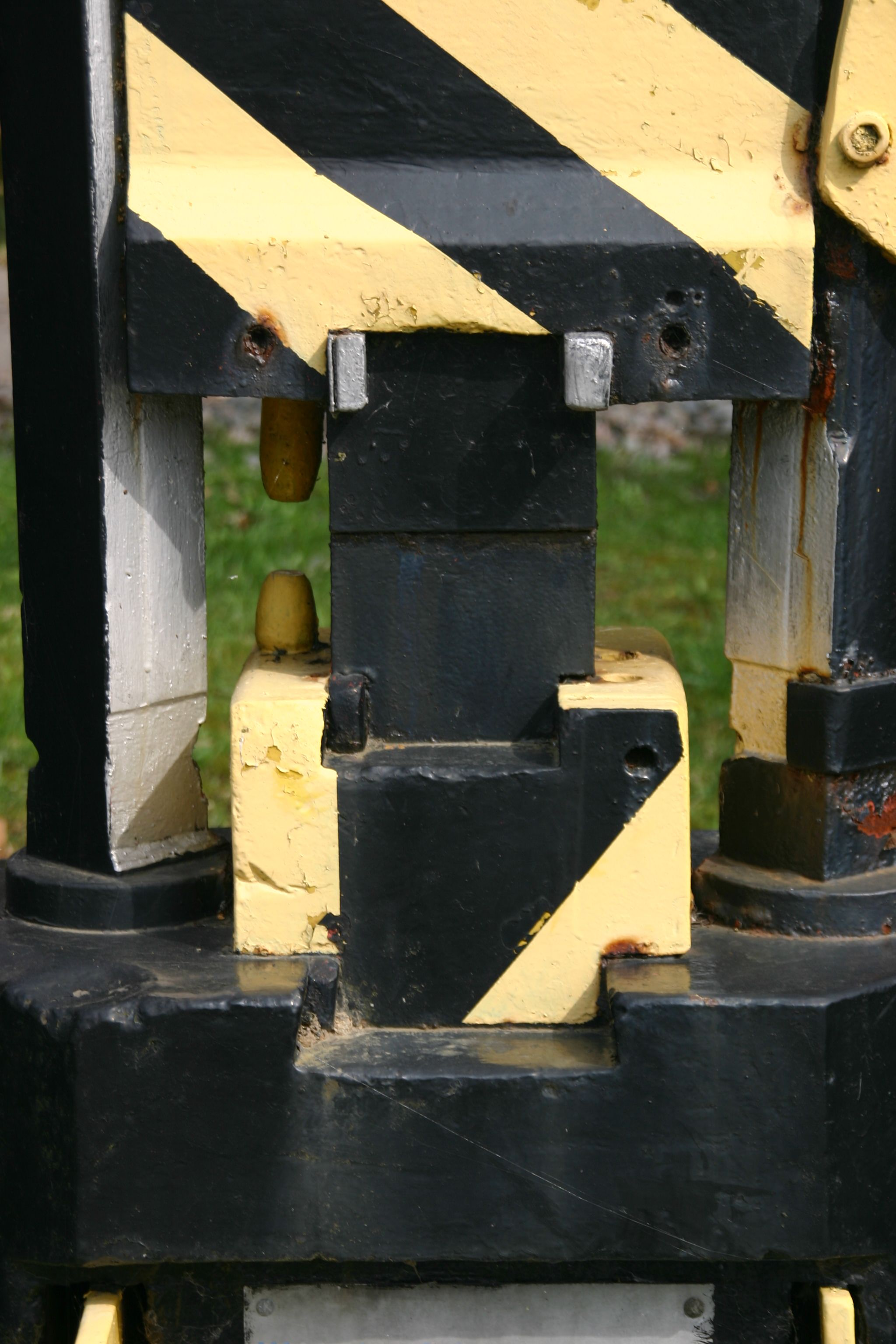
Werkzeugraum mit Bär und Gesenk

Brettfallhammer

Im Bär ist über eine Keilverbindung ein Brett befestigt. Der Bär wird dadurch angehoben, dass zwei sich drehende Treibräder im Hammerkopf gegen das Brett drücken und das Brett samt Bär nach oben bewegen.

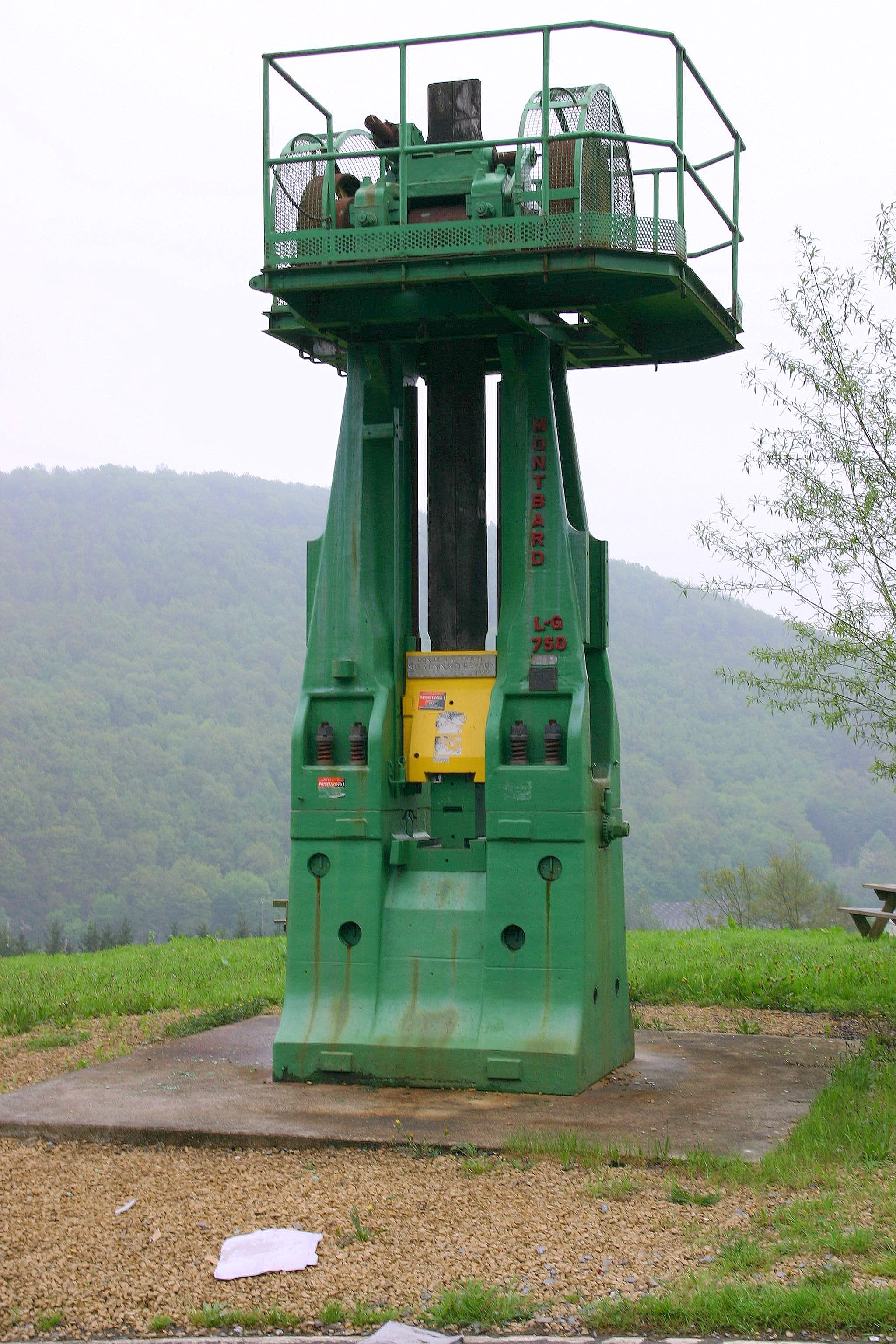
Stillgelegter Brettfallhammer
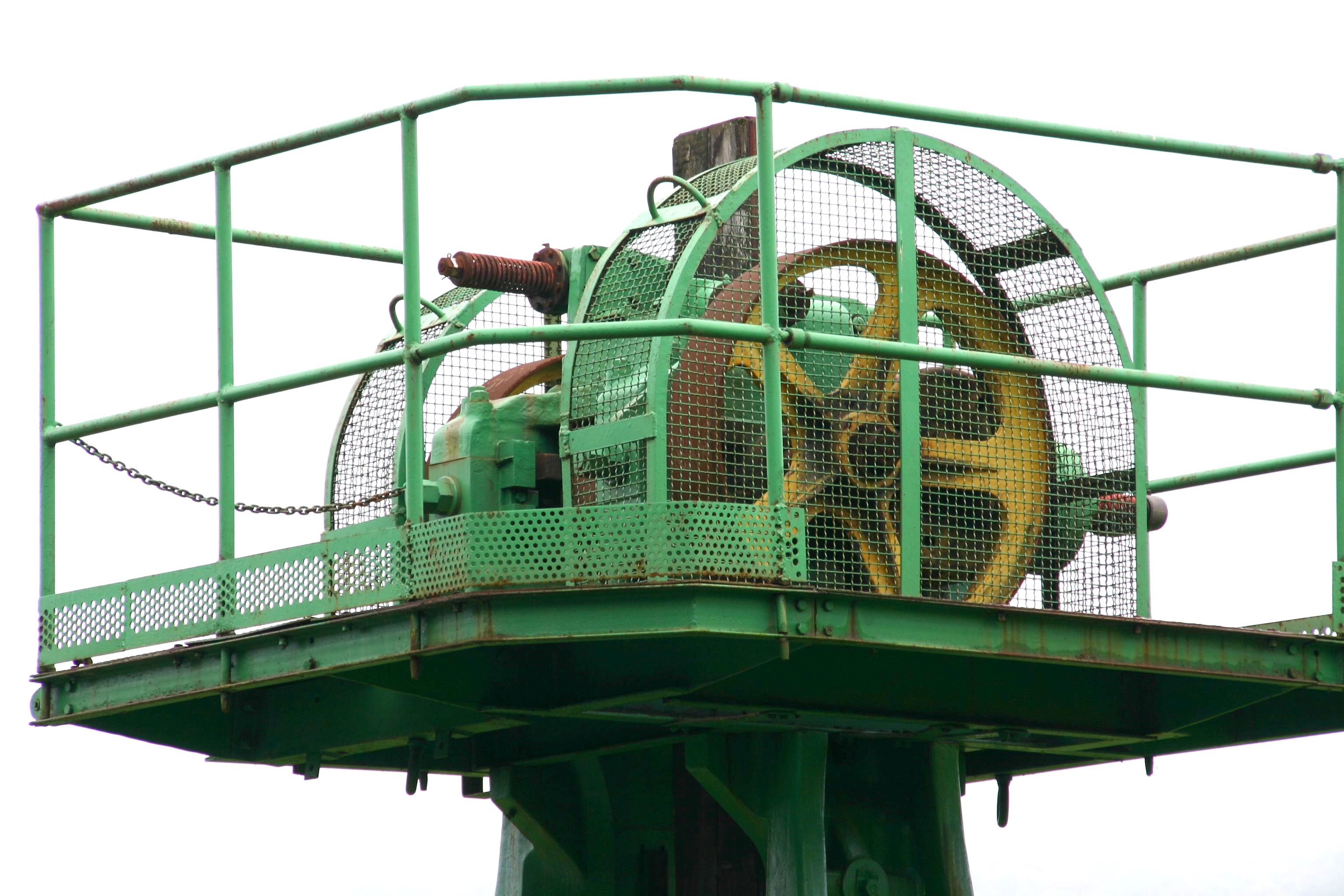
Ansicht Kopf
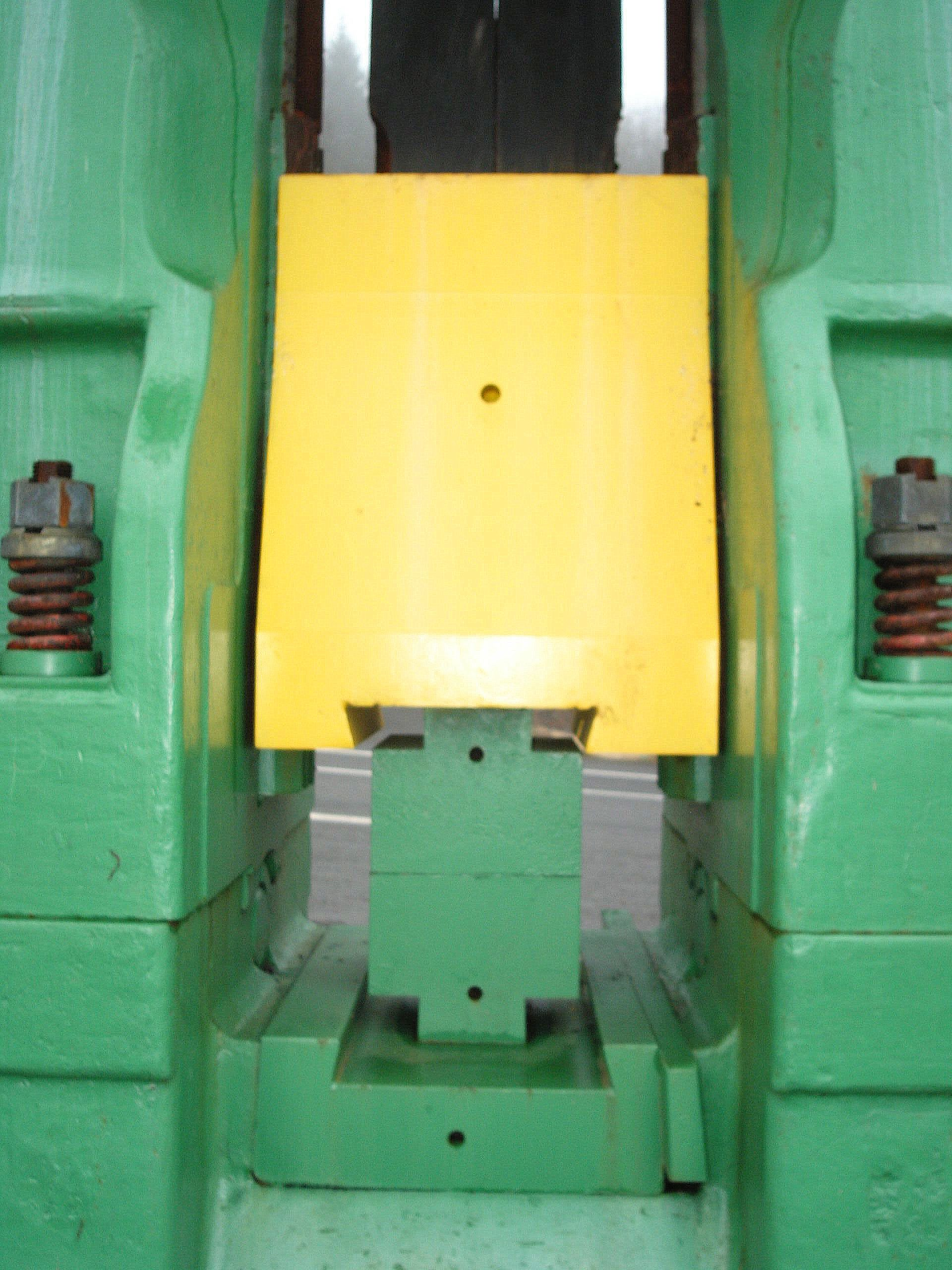
Werkzeugraum mit Bär und Gesenk
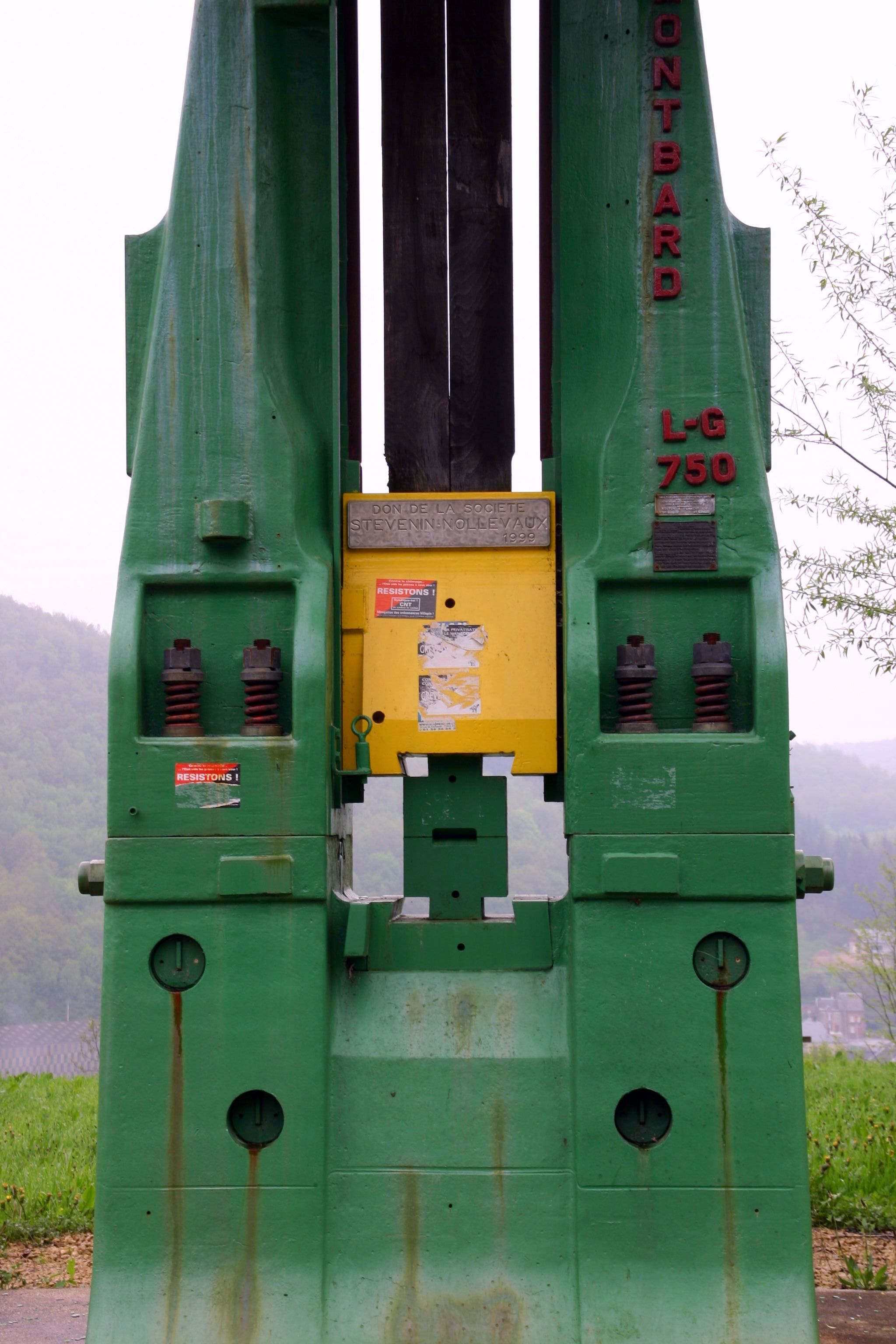
Detailansicht Werkzeugraum

### Oberdruckhammer

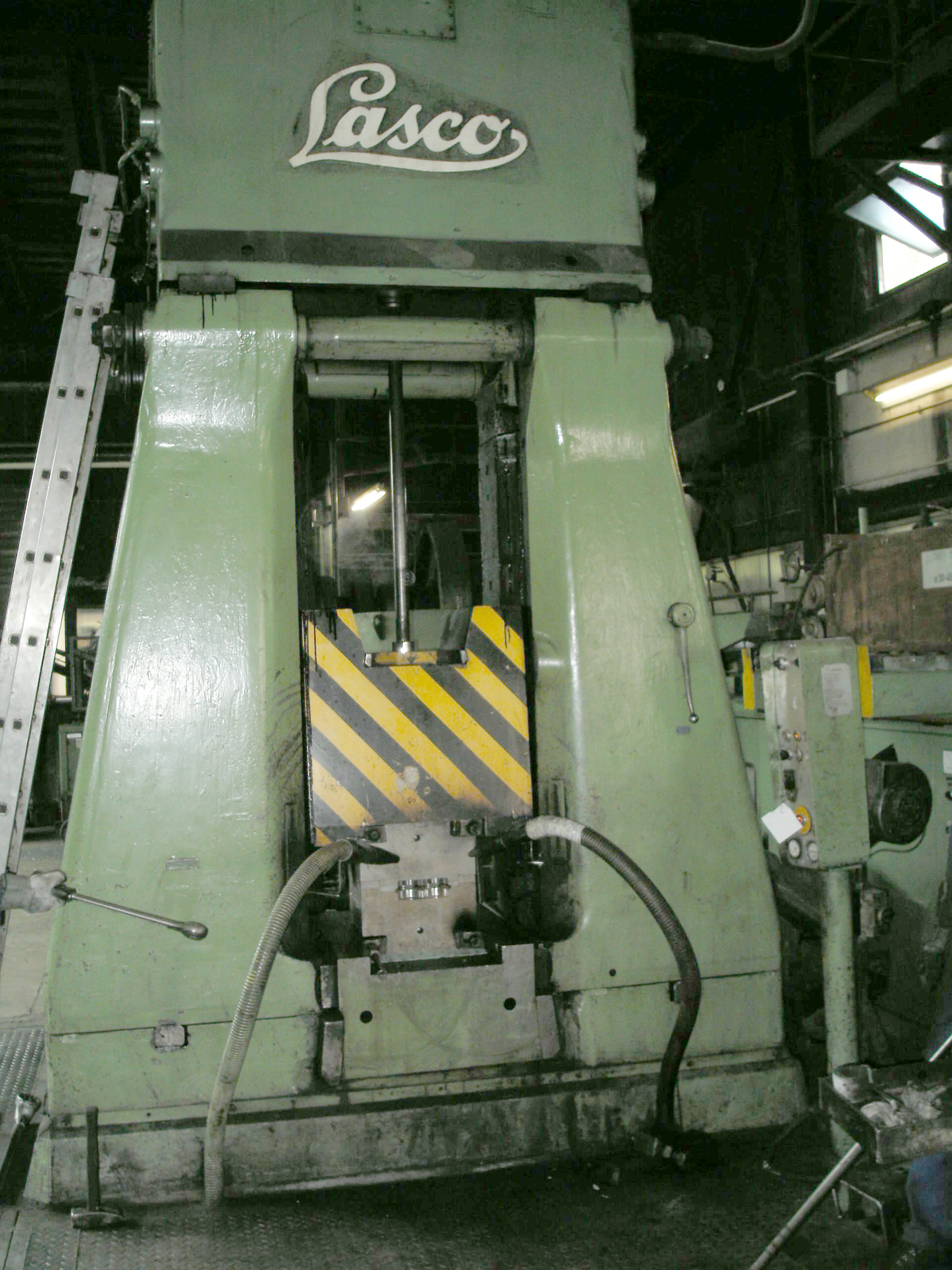
Hydraulischer Oberdruck-Schmiedehammer (Schlagenergie ca. 25 kJ)

In Oberdruckhämmern wird der Bär durch Dampf, Druckluft oder Hydraulik beschleunigt.

## Gegenschlaghammer
Beim Gegenschlaghammer bzw. Schlagformer bewegen sich beide Werkzeuge durch Maschinenkraft aufeinander zu. Angetrieben wird in der Regel nur der Oberbär, durch expandierende Druckluft oder Entspannung von Hydrauliköl.
Gegenschlaghämmer kann man durch die unterschiedliche Verbindung von Ober- und Unterbär unterscheiden.

### Bandgekuppelter Gegenschlaghammer
Der Oberbär ist an seinem oberen Ende als Kolben ausgebildet, welcher sich nach Auslösen des Schlages durch expandierende Druckluft nach unten bewegt. An den seitlichen Flächen des Bären ist jeweils ein Paket von Stahlbändern angebracht, welches über Umlenkrollen an der Seite der Maschine den Unterbären in einem Übersetzungsverhältnis von 1:1 nach oben zieht. In der Mitte ihres Weges treffen beide Bäre aufeinander und sind in der Lage, Umformenergien bis ca. 500 kJ über die Gesenke auf das umzuformende Material zu übertragen. Nach dem Ende eines Schlages bewegen sich die Bäre in ihre Ausgangslage in den oberen bzw. unteren Totpunkt zurück.

### Hydraulisch gekuppelter Gegenschlaghammer
Die Bau- und Funktionsweise entspricht im Wesentlichen der des bandgekuppelten Gegenschlaghammers, nur dass anstelle der Stahlband-Pakete und Umlenkrollen eine hydraulische Kupplung diese Funktion übernimmt. Der Oberbär drückt beidseitig eine Kolbenstange in einen Zylinder, welcher über ein hydraulisches System einen größeren Zylinder direkt unter dem Unterbären mit Druck beaufschlagt und den Unterbären im gleichen Verhältnis nach oben hebt. Zum Ausgleich von Leckagen und Einricht-Arbeiten wird das System von einem eigenen Hydraulikaggregat versorgt. Der Oberbär kann sowohl mit Druckluft (Schlagenergien von ca. 400 kJ bis 1.400 kJ) als auch mit Hydrauliköl (Schlagenergien bis ca. 400 kJ) angetrieben werden.

## Schlagformer
Ein Gegenschlaghammer mit horizontal liegenden Bären.